# FC Lahti

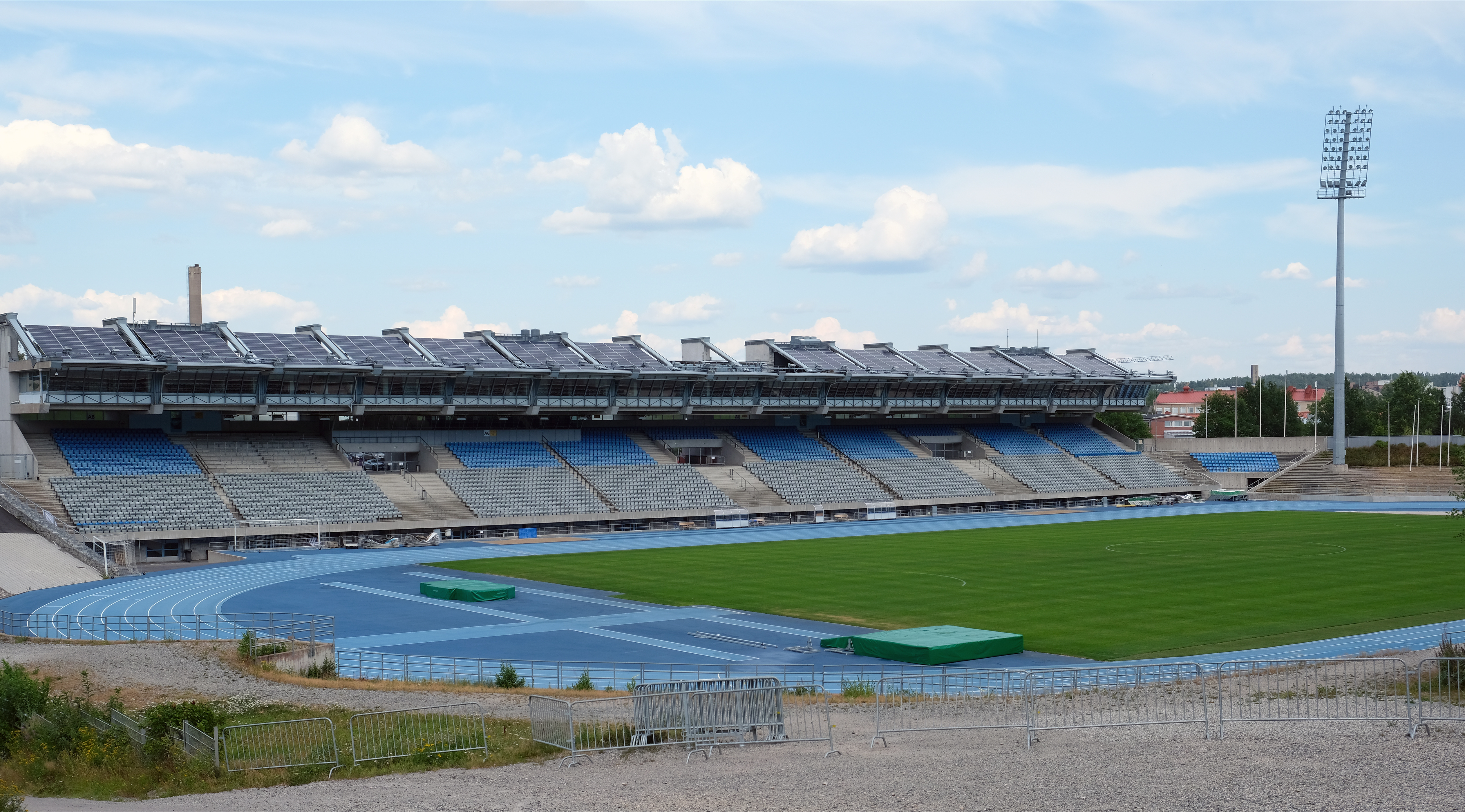
Lahden Stadion

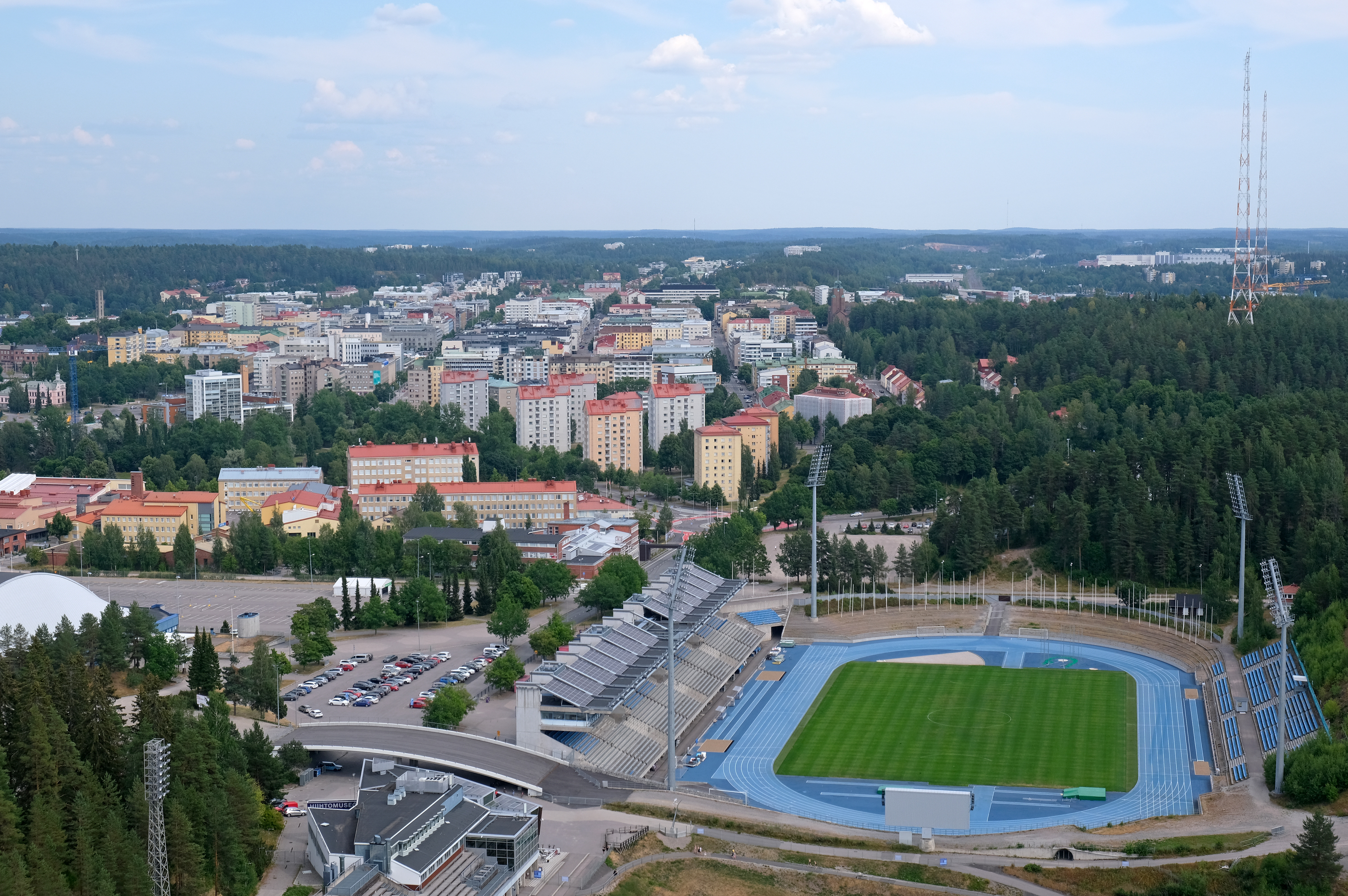
Lahden Stadion - vista aérea.

El FC Lahti es un club de fútbol finlandés, de la ciudad de Lahti. Fue fundado en 1996 y juega en la Ykkonen.

## Historia
El club se formó a partir de la fusión de 2 equipos rivales de Lahti, el FC Kuusysi y el Reipas Lahti, en 1996. Tras comenzar en las divisiones inferiores, el FC Lahti llegó a la Primera División finlandesa en 1998.
El equipo ganó la Copa de la Liga de Finlandia en 2007, 2013 y 2016.
En 2016, el grupo finlandés de folk metal, Korpiklaani, le dedicó una canción al club con el nombre del equipo. Así mostrando su fanatismo al fútbol y hacia el club.

## Palmarés
- Copa de la Liga de Finlandia: 3

2007, 2013, 2016

## Participación en competiciones de la UEFA
| Temporada | Torneo             | Ronda              | Club          | Casa | Visita | Global |  |
| --------- | ------------------ | ------------------ | ------------- | ---- | ------ | ------ |  |
| 2009–10   | UEFA Europa League | 1.ª Clasificatoria | Dinamo Tirana | 4–1  | 0–2    | 4–3    |  |
| 2009–10   | UEFA Europa League | 2.ª Clasificatoria | ND Gorica     | 2–0  | 0–1    | 2–1    |  |
| 2009–10   | UEFA Europa League | 3.ª Clasificatoria | Club Brugge   | 1–1  | 2–3    | 3–4    |  |
| 2015–16   | UEFA Europa League | 1.ª Clasificatoria | IF Elfsborg   | 2–2  | 0–5    | 2–7    |  |
| 2018–19   | UEFA Europa League | 1.ª Clasificatoria | FH            | 0–3  | 0–0    | 0–3    |  |

## Jugadores

### Altas y bajas 2023-24 (verano)
Altas 
| Jugador | Nacionalidad | Posición | Procedencia  | Tipo | Precio |
| ------- | ------------ | -------- | ------------ | ---- | ------ |
|         | Bandera de ? |          | Bandera de ? |      |        |

Bajas 
| Jugador | Nacionalidad | Posición | Destino      | Tipo | Precio |
| ------- | ------------ | -------- | ------------ | ---- | ------ |
|         | Bandera de ? |          | Bandera de ? |      |        |